# Lạng
Lạng (còn gọi là lượng, tiếng Hán: 兩; pinyin: liǎng) là đơn vị đo khối lượng, trong hệ đo lường cổ Việt Nam, được sử dụng trong giao dịch đời thường ở Việt Nam. Nó cũng là đơn vị đo khối lượng cổ ở Trung Quốc, Hồng Kông...

## Việt Nam
Theo cả ngày xưa lẫn ngày nay, 1 lạng bằng 100 gram, và ngày xưa 16 lạng mới được 1 cân, nên mới có câu nói dân gian "kẻ tám lạng người nửa cân" (ý nói hai bên bằng nhau). Theo Tự Điển Hán-Việt Thiều Chửu: "Lạng, cân ta, mười đồng cân gọi là một lạng, mười sáu lạng là một cân". Có thể một số địa phương ở Việt Nam vẫn còn dùng quy ước khác nhau về cân và lạng. Có nguồn ghi một lạng bằng 25 gam.
Theo  một lạng bằng 10 đồng (còn gọi là tiền 錢), 100 phân (分), 1000 ly (厘), 10.000 hào (毫), 100.000 ty (絲), 1000.000 hốt (忽).
Sau khi người Pháp vào Việt Nam thì việc áp dụng hệ đo lường quốc tế mới được triển khai. Lạng đã bị thay đổi ý nghĩa và giá trị. Hiện nay một lạng bằng 1/10 cân, tức là 0,1 kilôgam (đơn vị đo khối lượng tiêu chuẩn trong hệ đo lường quốc tế) hay là 100 gam. 

### Kim loại quý
Khi nói về đo lường khối lượng của kim loại quý, ví dụ như vàng, bạc, bạch kim v.v, người Việt cũng dùng chữ lạng với ý nghĩa như chữ lượng hay cây. Một lạng hay lượng hay cây trong trường hợp này bằng 37,50 gam. Giá trị này hiện vẫn còn được sử dụng trong ngành kim khí quý.

## Trung Quốc
Ở Trung Quốc, lạng cũng là một đơn vị đo khối lượng cổ, ngày nay được chuẩn hóa với giá trị 50 gam.

## Hồng Kông
Lượng (兩) ở Hồng Kông, theo , bằng 1/16 cân Hồng Kông, bằng  37,79936375 g, tương đương với 1+1⁄3 Ounce (1 Ounce avoirdupois quốc tế là 28,3495231 g).